# Jefimija
Jefimija, död 1405, var en serbisk nunna och poet. Hon betraktas som Serbiens första kvinnliga poet.